# 3339 Treshnikov
3339 Treshnikov је астероид главног астероидног појаса са пречником од приближно 32,68 .
Афел астероида је на удаљености од 3,602 астрономских јединица (АЈ) од Сунца, а перихел на 2,750 АЈ.
Ексцентрицитет орбите износи 0,134, инклинација (нагиб) орбите у односу на раван еклиптике 17,813 степени, а орбитални период износи 2068,217 дана (5,662 година).
Апсолутна магнитуда астероида је 11,10 а геометријски албедо 0,060.
Астероид је откривен 6. јуна 1978. године.